# Franz Xaver Pfrengle
Franz Xaver Pfrengle (* 3. Dezember 1956 in Furtwangen im Schwarzwald) ist ein Brigadegeneral a. D. des Heeres der Bundeswehr. Er war in letzter Verwendung von 1. Oktober 2017 bis 31. März 2019 Assistant Chief of Staff J7, Force Preparation and Evaluation beim Supreme Headquarters Allied Powers Europe in Mons, Belgien.

## Militärische Laufbahn

### Ausbildung und erste Verwendungen
Beförderungen
- 1975 Eintritt
- 1977 Leutnant
- 1980 Oberleutnant
- 1985 Hauptmann
- 1990 Major
- 1993 Oberstleutnant
- 2000 Oberst
- 2008 Brigadegeneral

Pfrengle trat am 1. Juli 1975 in den Dienst der Bundeswehr in München als Offizieranwärter der Pioniertruppe ein. Im Oktober 1976 wurde er an die Helmut-Schmidt-Universität der Bundeswehr Hamburg versetzt und nahm ein Studium im Maschinenbau auf. Während seines Studiums wurde er im Oktober 1977 zum Leutnant und im Mai 1980 zum Oberleutnant ernannt.
Nach Beendigung der akademischen Ausbildung kehrte er im Februar 1981 als Diplom-Ingenieur in die Truppe an den Standort München zurück. Dort wurde er bis September 1983 im schweren Pionierlehrbataillon 220 als Zugführeroffizier, anschließend bei der Pionierschule und Fachschule des Heeres für Bautechnik als Zugführer und Hörsaalleiter eingesetzt. Im Juli 1985 wurde Pfrengle zum Pipelinepionierbataillon 800 nach Wuppertal versetzt, wo er Kompaniechef wurde. Die Beförderung zum Hauptmann folgte im Oktober 1985.

### Generalstabsausbildung und Dienst als Stabsoffizier
Von April 1988 bis Mai 1990 absolvierte Pfrengle den Generalstabslehrgang an der Führungsakademie der Bundeswehr in Hamburg. Darauf folgte bis Juni 1992 die Teilnahme am „Cours supérieur interarmées“, der französischen Generalstabsausbildung an der „Ecole Supérieure de Guerre“ in Paris. Während des Lehrganges in Frankreich wurde er im Oktober 1990 zum Major ernannt. Zurück in Deutschland wurde er Abteilungsleiter G2 im Stab der 12. Panzerdivision in Sigmaringen und nahm an der Operation der Vereinten Nationen in Somalia I (UNOSOM) teil. Sein Weg führte ihn anschließend im Oktober 1993, unter Ernennung zum Oberstleutnant, nach Straßburg zum Eurokorps, um im Stab als G3-op Dienst zu tun.
Drei Jahre später, im Oktober 1996, erhielt er sein erstes Truppenkommando und übernahm als Kommandeur das schwere Pionierbataillon 12 in Volkach. Nach dieser Zeit folgte ab Oktober 1998 eine Verwendung als Referent im Referat III 1 (Referat Militärpolitische Grundlagen und Bilaterale Beziehungen) des Führungsstab der Streitkräfte auf der Bonner Hardthöhe. Im Juli 2000 kehrte Pfrengle an die Führungsakademie der Bundeswehr in Hamburg zurück und wurde Lehrgangsleiter des 43. Generalstabslehrganges des Heeres. Verbunden mit diesem Dienstposten war die Ernennung zum Oberst im Oktober 2000. Es schloss sich im April 2002 eine weitere Verwendung im Bundesministerium der Verteidigung an, diesmal im Planungsstab in Berlin als Abteilungsleiter Europa, ESVP und Afrika.
Im Juli 2004 wurde Pfrengle erneut als Lehrgangsteilnehmer nach Paris geschickt, diesmal am „Centre des hautes études militaires“ und am „Institut des hautes études de la défense nationale“. Danach wurde er im September 2005 zur Deutsch-Französischen Brigade in Müllheim im Markgräflerland versetzt. Dort übernahm er den Dienstposten des stellvertretenden Kommandeurs der Brigade und war damit zugleich Kommandeur des deutschen Anteils. Noch bevor Pfrengle offiziell diesen Dienstposten am 20. September 2007 an seinen französischen Nachfolger, Colonel Dominique Laugel, übergab, begann er im Juli 2007 den Lehrgang International Fellow am United States Army War College, Carlisle.

### Dienst als General
Am 26. Juni 2008 übernahm Franz Xaver Pfrengle von Norbert Stier das Kommando über die Offizierschule des Heeres. Im November 2008 wurde er zum Brigadegeneral ernannt. Am 1. Juli 2011 übernahm er den Dienstposten des Abteilungsleiter II und General Ausbildung im Heer im Heeresamt in Köln. Am 28. Juni 2013 wechselte er zum Stab des Eurokorps nach Straßburg, wo er bis Juli 2015 den Posten des stellvertretenden Chefs des Stabes für Operationen (DCOS Ops) innehatte. Vom 25. Juni 2015 bis zum 7. September 2017 war Pfrengle Chef des Stabes (COS) im Eurokorps. Ab dem 28. Juli 2015 führt er gleichzeitig als erster deutscher General die EUTM Mali. Im Dezember 2015 übergab er dieses Kommando an Brigadegeneral Werner Albl. Zum 1. Oktober 2017 übernahm er von Brigadegeneral Jürgen-Joachim von Sandrart seinen aktuellen Dienstposten als Assistant Chief of Staff J7 bei SHAPE. Diesen Dienstposten hatte Pfrengle bis zum März 2019 inne und trat schließlich zum 1. April 2019 in den Ruhestand.

## Privates
Franz Xaver Pfrengle ist mit Ute Pfrengle verheiratet und hat zwei Töchter und einen Sohn.